# Myotom
Der Begriff Myotom (von griechisch Mys „Muskel“, tomos „Schnitt“) wird in der Embryologie und in der Neuroanatomie verwendet und charakterisiert ein Muskelsegment.

## Embryologie
Beim Embryo ist das Myotom das muskuläre Ursegment. Während der Embryonalentwicklung entstehen im Rumpfbereich aus dem Mesoderm die Urwirbel (Somit). Aus deren dorsolateralem Teil bildet sich die Haut (Dermatom) und aus den tiefer gelegenen Zellen die Vorläufer der Muskelzellen (Myoblasten). Diese Zellen werden als Myotom bezeichnet, die entsprechenden Muskeln als somatische Muskulatur. Die Kopfmuskeln entstehen aus den Kiemenbogen, den okzipitalen Somiten und dem Mesenchym der Prächordalplatte. Im Halsbereich entstehen Muskeln aus der Längsmuskelplatte im Halsbereich, M. sternocleidomastoideus und M. trapezius aus dem sechsten Kiemenbogen.
Im Rumpfbereich gliedert sich ein Myotom in:
- Epimer: oberer Bereich, aus dem die dorsale primäre Rückenmuskulatur hervorgeht. Sie wird von den Rami dorsales der Spinalnerven versorgt.
- Hypomer: unterer Bereich, der sich zu den drei Schichten der seitlichen Bauchwand sowie zur nach dorsal eingewanderten sekundären Rückenmuskulatur entwickelt und von den Rami ventrales der Spinalnerven versorgt wird. Gleiches gilt für die Gliedmaßenmuskeln, die ebenfalls aus den Hypomeren entstehen. Am unteren Teil entsteht ein Längsmuskelstrang, der sich zum Musculus rectus abdominis (dort ist die ursprünglich segmentale Herkunft noch an den Intersectiones tendinae erkennbar) und zur ventralen Halsmuskulatur entwickelt.

## Anatomie
Infolge der segmentalen Anlage der Muskeln beim Embryo, zeigen die Muskeln auch beim Erwachsenen eine Zuordnung zu bestimmten Wirbeln, genauer zu den Spinalnerven des entsprechenden Rückmarkabschnitts. Auch anatomisch ist ein Myotom die Muskulatur, die von einem Spinalnerven innerviert wird, deren motorische Wurzelzellen also in einem Rückenmarkssegment liegen.
Aufgrund der Plexusbildung der Spinalnerven wird jeder anatomische Muskel der Gliedmaßen jedoch von mehreren Spinalnerven innerviert (plurisegmentale Innervation). Daher führt ein Ausfall einer Spinalnervenwurzel nicht zum Totalausfall des Myotoms, sondern es tritt nur eine unvollständige Lähmung (Parese) auf. Sind mehrere Segmente betroffen oder ist ein Plexusnerv geschädigt, kommt es dagegen zu einer schlaffen (vollständigen) Lähmung (Paralyse). Dabei sind bei einer Nervenwurzelschädigung nicht alle Muskeln eines Myotoms gleich stark betroffen. Muskeln, die ihre motorische Innervation überwiegend aus einem Rückenmarkssegment beziehen werden als Kennmuskeln bezeichnet. Ihr Funktionsausfall weist auf ein krankhaftes Geschehen in einem bestimmten Rückenmarkssegment hin, was zur Lokalisation von Schädigungen in der klinischen Neurologie Anwendung findet.
Die afferenten Bahnen eines Spinalnerven aus der Muskulatur bezeichnet man als Mackenzie-Zone. Sie spielen eine Rolle beim Phänomen des übertragenen Schmerzes.